# Eucharis amazonica
Eucharis amazonica (lírio do amazonas) é uma espécie herbácea, perene e planta bulbosa pertencente à família das Amarilidáceas. Originária do norte do Peru, é cultivada em muitas outras partes do mundo. Apresenta folhas verdes escuras com uma haste floral de 50 cm (ou mais) de altura. Cada haste floral  contém de 5 a 8 flores, brancas e perfumadas, parecidas com a dos narcisos. Pode ser utilizado como planta de interior devido ao seu exótico perfume e a sua pouca necessidade de luz.